# Дахно Іван Іванович
Іва́н Іва́нович Дахно́ (8 квітня 1948, Синівка, Липоводолинський район, Сумська область) — доктор економічних наук, професор. Відмінник освіти України (2004).

## Біографічні відомості
1971 року закінчив кафедру економічної географії географічного факультету Київського університету, а 1970 року — Другі державні трирічні курси іноземних мов Києва. 1991 року закінчив Центральний інститут підвищення кваліфікації керівних працівників і спеціалістів народного господарства у галузі патентної роботи (спеціальність — патентознавець).
1992 року захистив докторську дисертацію «Економічні проблеми промислової власності (патентно-ліцензійної роботи)».
Працював в інститутах Академії наук УРСР і галузевих науково-дослідних установах. З 1992 по 1995 рр. був начальником Управління економіки промислової власності (Держпатенту України) і начальником управління міжнародних зв'язків Антимонопольного комітету України. 3 квітня 1995 року по липень 2016 року — на викладацькій роботі. З 2016 року — головний науковий співробітник Інституту законодавства Верховної Ради України.

## Науково-педагогічна діяльність
Викладав у вищих навчальних закладах Києва курси «Міжнародна економіка», «Економіка зарубіжних країн», «Міжнародне економічне право», «Міжнародна торгівля» тощо.

## Наукові праці

### Книги та підручники
- «Патентно-лицензионная работа» (1996)
- «Патентоведение» (1997)
- «Англо-русский толковый словарь по интеллектуальной собственности (Словарь Ивана Дахно)» (1997)
- «Словарь законодательных и нормативних терминов: юридический словарь И.Дахно» (1997)
- «Антимонопольне право» (1998)
- «Міжнародне економічне право» (2000, 2006, 2009)
- «Юридический словарь И.Дахно: словарь законодательных и нормативных терминов» (2000)
- «Міжнародне приватне право» (2001, 2008)
- «Міжнародна економіка» (у співавторстві з Ю. А. Бовтрук, 2001)
- «Право інтелектуальної власності» (2002)
- «Міжнародна торгівля» (2003, 2007)
- «Економічна і соціальна географія світу. Підручник для 10-го класу» (у співавторстві з П. О. Масляком, 2003)
- «Країни світу. Енциклопедичний довідник» (2004)
- «Історія країн світу. Довідник» (2007)
- «Ділова кар'єра» (2011, 2019)
- «Интеллектуальная собственность в США. Англо-русский глоссарий по интеллектуальной собственности» (2012)
- «Глобальний бізнес» (з В. Алієвою-Барановською, 2013)
- «Міжнародний туризм» (з В. Алієвою-Барановською, 2013)
- «Економічна географія зарубіжних країн» (2014, 2017)
- «Право інтелектуальної власності» (з В. Алієвою-Барановською, 2015)
- «Міжнародне приватне право-4» (з В. Алієвою-Барановською, 2016)
- «Право Європейського союзу. Навчальний посібник» (з В. Алієвою-Барановською, 2017)
- «Економічна географія зарубіжних країн» (2017)
- «Переклад. Перевод. Translation. Збірник текстів для перекладу і самоперевірки» (2017)
- «Зовнішньоекономічна діяльність-3» (з В. Алієвою-Барановською, 2018)
- «Глобальний бізнес» (з В. Алієвою-Барановською, 2019)
- «Міжнародне економічне право-2» (з В. Алієвою-Барановською, 2019)

### Критика
Окремі фрагменти підручника для студентів вищих навчальних закладів «Ділова кар'єра» викликали подив і обурення читачів.